# Jiande
Jiande  léase Chián-De (en chino simplificado, 建德市; pinyin, Jiàndé shì) es una ciudad-condado bajo la administración directa de la subprovincia de Hangzhou en la Provincia de Zhejiang, República Popular China. La parte urbana se localiza en valle a una altura media de 70 m s. n. m. donde es bañada por el río Qiantang, un desagüe cerca del lago Qiandao (千岛湖). Su área es de 2364 km² y su población es de 511 600 habitantes.

## Administración
El ciudad de Jiande se divide en 16 pueblos, que se administran en 3 subdistritos, 12 poblados y 1 villa:
- Subdistritos: Xīn ānjiāng jiēdào, gèng lóu jiēdào y Yáng xī jiēdào
- Poblados: Méi chéngzhèn, xià yá zhèn, yáng cūn qiáo zhèn, gān tán zhèn, sān dōu zhèn, shòu chāng zhèn, dàtóng zhèn, háng tóu zhèn, lǐ jiā zhèn, dàyáng zhèn, liánhuā zhèn y Dàcí yán zhèn
- Villas: Qīntáng

## Geografía
La ciudad yace al sur del condado Chun'an, en la cuenca del Qiantang, donde es bañada por 4 grandes ríos y 33 arroyos. La superficie total es de 2321 kilómetros cuadrados, que representan el 2,28% de la superficie de la provincia de Zhejiang.
El territorio de montañas y colinas representan el 88,6% de la superficie total. La zona urbana se localiza en la llanura Xin'anjiang (新安江) que es dividida por el río Shouchang (寿昌江) el cual genera tierras fértiles y de buenas condiciones de riego para las zonas agrícolas.

## Clima
| Parámetros climáticos promedio de Jiande（1957－1995）  | Parámetros climáticos promedio de Jiande（1957－1995） | Parámetros climáticos promedio de Jiande（1957－1995） | Parámetros climáticos promedio de Jiande（1957－1995） | Parámetros climáticos promedio de Jiande（1957－1995） | Parámetros climáticos promedio de Jiande（1957－1995） | Parámetros climáticos promedio de Jiande（1957－1995） | Parámetros climáticos promedio de Jiande（1957－1995） | Parámetros climáticos promedio de Jiande（1957－1995） | Parámetros climáticos promedio de Jiande（1957－1995） | Parámetros climáticos promedio de Jiande（1957－1995） | Parámetros climáticos promedio de Jiande（1957－1995） | Parámetros climáticos promedio de Jiande（1957－1995） | Parámetros climáticos promedio de Jiande（1957－1995） |
| Mes                                                     | Ene.                                                   | Feb.                                                   | Mar.                                                   | Abr.                                                   | May.                                                   | Jun.                                                   | Jul.                                                   | Ago.                                                   | Sep.                                                   | Oct.                                                   | Nov.                                                   | Dic.                                                   | Anual                                                  |
| ------------------------------------------------------- | ------------------------------------------------------ | ------------------------------------------------------ | ------------------------------------------------------ | ------------------------------------------------------ | ------------------------------------------------------ | ------------------------------------------------------ | ------------------------------------------------------ | ------------------------------------------------------ | ------------------------------------------------------ | ------------------------------------------------------ | ------------------------------------------------------ | ------------------------------------------------------ | ------------------------------------------------------ |
| Temp. máx. abs. (°C)                                    | 27.2                                                   | 28.7                                                   | 33.9                                                   | 36.6                                                   | 37.6                                                   | 38.3                                                   | 42.9                                                   | 42.5                                                   | 40.2                                                   | 36.5                                                   | 30.9                                                   | 24.8                                                   | 42.9                                                   |
| Temp. máx. media (°C)                                   | 9.9                                                    | 11.2                                                   | 15.8                                                   | 22.2                                                   | 26.6                                                   | 29.7                                                   | 34.7                                                   | 34.5                                                   | 29.3                                                   | 24.0                                                   | 18.6                                                   | 12.8                                                   | 22.4                                                   |
| Temp. media (°C)                                        | 4.8                                                    | 6.1                                                    | 10.3                                                   | 16.3                                                   | 20.8                                                   | 24.4                                                   | 28.5                                                   | 28.2                                                   | 23.7                                                   | 18.1                                                   | 12.6                                                   | 7.1                                                    | 16.7                                                   |
| Temp. mín. media (°C)                                   | 1.3                                                    | 2.6                                                    | 6.5                                                    | 12.0                                                   | 16.6                                                   | 20.5                                                   | 23.8                                                   | 23.5                                                   | 19.7                                                   | 13.8                                                   | 8.4                                                    | 3.1                                                    | 12.7                                                   |
| Temp. mín. abs. (°C)                                    | −8.5                                                   | −8.7                                                   | -2.9                                                   | 0.0                                                    | 7.4                                                    | 12.3                                                   | 18.2                                                   | 16.2                                                   | 10.4                                                   | 1.5                                                    | -3.8                                                   | −8.2                                                   | -8.7                                                   |
| Precipitación total (mm)                                | 66.8                                                   | 104.5                                                  | 150.3                                                  | 186.3                                                  | 206.3                                                  | 255.9                                                  | 143.1                                                  | 121.7                                                  | 124.9                                                  | 72.8                                                   | 54.8                                                   | 47.1                                                   | 1534.5                                                 |
| Días de precipitaciones (≥ 1 mm)                        | 13.4                                                   | 14.5                                                   | 18.5                                                   | 18.0                                                   | 18.0                                                   | 16.3                                                   | 12.5                                                   | 13.0                                                   | 12.3                                                   | 10.6                                                   | 10.7                                                   | 11.3                                                   | 169.1                                                  |
| Horas de sol                                            | 111.1                                                  | 96.4                                                   | 112.1                                                  | 131.9                                                  | 156.7                                                  | 150.8                                                  | 240.2                                                  | 246.4                                                  | 176.4                                                  | 162.5                                                  | 141.2                                                  | 132.8                                                  | 1858.5                                                 |
| Humedad relativa (%)                                    | 77                                                     | 78                                                     | 79                                                     | 79                                                     | 80                                                     | 83                                                     | 78                                                     | 76                                                     | 80                                                     | 78                                                     | 77                                                     | 76                                                     | 78.4                                                   |
| Fuente: 《杭州气象志》 注：日照时数为1961－1995年平均值 |                                                        |                                                        |                                                        |                                                        |                                                        |                                                        |                                                        |                                                        |                                                        |                                                        |                                                        |                                                        |                                                        |

## Economía
En 2008 el PIB de la ciudad alcanzó 162.27 millones de yuanes, un aumento del 17,8% con respecto al año anterior. Debido a la geografía ,por tradición, la economía de la ciudad se basa en el campo.
Hay 7.5 acres de campos de té. Una producción anual de 80 000 toneladas de cítricos, como la naranja, la ciudad ha recibido numerosos premios por su producción. 
En fresa hay 20 000 hectáreas, es el mercado de fresa más grande del mundo, el volumen anual es de 10 000 toneladas, se celebra un festival donde se recoge la fruta y ha ganado el primer premio del concurso nacional de fresa.
La plantación de 5000 acres de semillas de loto.
Existen 2,2 millones de pollos y es el mayor productor de huevos de la provincia de Zhejiang. La pesca es una gran industria local .
El territorio tiene dos grandes embalses (Xin'anjiang y Fuchunjiang ) la temperatura del agua durante todo el año se mantienen en torno a los 17 °C, la calidad del agua particularmente es buena, según estándares de agua potable.
Jiande tiene reservas de caliza, 25 millones de toneladas, se llevan a Estados Unidos para la producción de pasta de dientes de calcio base. Es sede de una de las más grandes productoras de cemento a nivel nacional. Además cuenta con granito, cobre,hierro y otros 26 tipos de metales, depósitos para 63 años.
El turismo ha tomado fuerza en los últimos años .